# Helgö (ort)
Helgö är en tätort i Ekerö kommun i Stockholms län. Orten Helgö ligger på ön Helgö i Ekerö socken.
Bebyggelsen klassades av SCB före 2018 som en småort och från 2018 som en tätort namnsatt till Slottshagen, Bona, Helgö bol och Kungens täppa. SCB har här även avgränsat ett fritidshusområde med beteckningen Bona + Kaggens täppa + Helgö bol. Området innehöll 2010 110 fritidshus över ett område på 49 hektar. SCB har avgränsat ett fritidshusområde här sedan år 2000, när begreppet introducerades.

## Befolkningsutveckling
| Befolkningsutvecklingen i Helgö/Slottshagen, Bona, Helgö bol och Kungens täppa 1995–2020 | Befolkningsutvecklingen i Helgö/Slottshagen, Bona, Helgö bol och Kungens täppa 1995–2020 | Befolkningsutvecklingen i Helgö/Slottshagen, Bona, Helgö bol och Kungens täppa 1995–2020 | Befolkningsutvecklingen i Helgö/Slottshagen, Bona, Helgö bol och Kungens täppa 1995–2020 | Befolkningsutvecklingen i Helgö/Slottshagen, Bona, Helgö bol och Kungens täppa 1995–2020 |
| ---------------------------------------------------------------------------------------- | ---------------------------------------------------------------------------------------- | ---------------------------------------------------------------------------------------- | ---------------------------------------------------------------------------------------- | ---------------------------------------------------------------------------------------- |
|                                                                                          |                                                                                          |                                                                                          |                                                                                          |                                                                                          |
| År                                                                                       |                                                                                          |                                                                                          | Folkmängd                                                                                | Areal (ha)                                                                               |
| 1995                                                                                     | 1995                                                                                     |                                                                                          | 71                                                                                       | 47#                                                                                      |
| 2000                                                                                     | 2000                                                                                     |                                                                                          | 107                                                                                      | 48#                                                                                      |
| 2005                                                                                     | 2005                                                                                     |                                                                                          | 141                                                                                      | 48#                                                                                      |
| 2010                                                                                     | 2010                                                                                     |                                                                                          | 153                                                                                      | 48#                                                                                      |
| 2015                                                                                     | 2015                                                                                     |                                                                                          | 191                                                                                      | 65#                                                                                      |
| 2020                                                                                     | 2020                                                                                     |                                                                                          | 291                                                                                      | 99                                                                                       |
| Anm.: tätort 2018 då småorten Slottshagen införlivades # Som småort.                     |                                                                                          |                                                                                          |                                                                                          |                                                                                          |